# Kautz Gyula
Kautz Gyula (Győr, 1829. november 5. – Budapest, 1909. március 27.) magyar közgazdász, jogi doktor, valóságos belső titkos tanácsos. Kautz Gusztáv bátyja.

## Fiatalkora, tanulmányai
Kautz Ignác gyógyszerész és Kletzár Luiza fia. A győri bencés gimnáziumban érettségizett. A Győri Királyi Akadémia Bölcseleti Karának két évfolyamát 1846-47-ben végezte el. 1848 őszén a Pesti Tudományegyetem Jog- és Államtudomány Karán folytatta tanulmányait, 1850-ben itt avatták jogi doktorrá. Az 1848-as mozgalomban rövid ideig mint önkéntes nemzetőr szolgált. Bejárta Németország nagyhírű egyetemeit (Berlin, Heidelberg, Lipcse), s behatóan tanulmányozta a közgazdasági és államjogi történeti iskolák elméleti munkásságát. Különösen az angol klasszikus iskola és a német történelmi iskolát képviselő Wilhelm Roscher volt rá nagy hatással.

## Tudományos munkássága

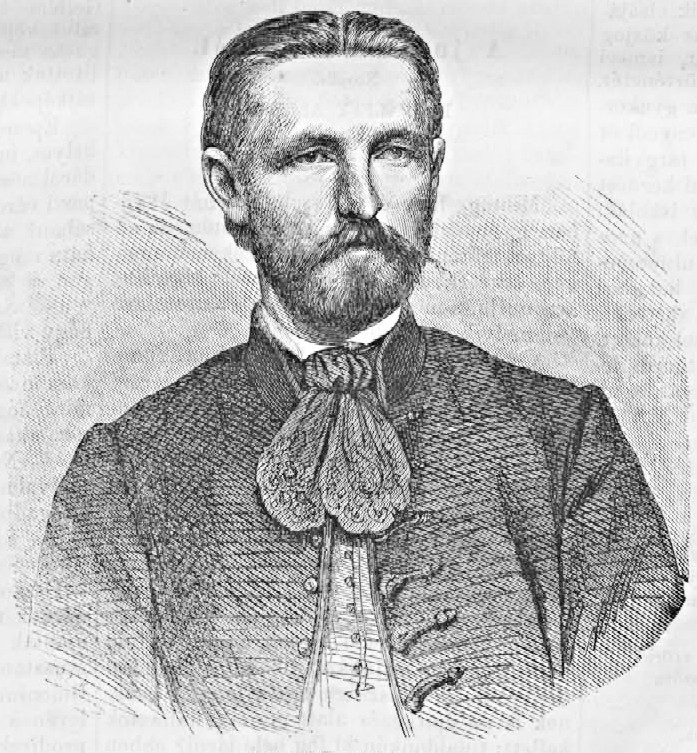
Kautz Gyula portréja a Vasárnapi Ujságban

1851-ben november 16-tól a Pozsonyi Királyi Jogakadémián lett segédtanár 1853. március 3-ig, majd a Nagyváradi Királyi Jogakadémián az osztrák pénzügytan és 1854-től a nemzetgazdaságtannak rendkívüli, 1856-ban pedig rendes tanáraként dolgozott. Tantárgya a osztrák pénzügyi jog, majd a politikai ökonómia volt. 1858-ban a budai műegyetemen kinevezték a közjog és a közigazgatás rendes tanárának. 1863-tól a Pesti Tudományegyetemen tanított. Élete ezen időszakában írta a Theorie und Geschichte der National-Oekonomie című nagy hatású művét, mely tárgyi gazdagsága, ismereteinek rendszerezettsége és elméleti színvonala miatt a maga idejében egyedülálló szellemi teljesítménynek számított. E művét a külföldi szakirodalom is elsőrangú forrásmunkának tekintette.
Megírta az Osztrák–Magyar Monarchia statisztikájáról szóló tankönyvet, Adam Smith és a modern nemzetgazdasági nézeteiről szóló értekezést, és a szintén nemzetközi visszhangot kiváltó Az állameszme világtörténeti fejlődésében című művet.
1862-ben a Magyar Tudományos Akadémia (MTA) levelező tagja lett, 1865-ben rendes tagjává választották. A Pesti Tudományegyetemen az 1872-1873-as tanévben a Jog és Államtudományi Kar dékánja, 1873-74-ben az intézmény rektora volt. 1902-től 6 éven át ő volt a Magyar Közgazdasági Társaság elnöke. 1904-1907 között az MTA alelnöki tisztségét töltötte be. Tagja volt a párizsi Société d' Economie Politique-nak és a londoni Statisztikai Intézetnek.

## Politikai karrierje
Kautz liberális politikai nézetekkel rendelkezett. A Deák-párthoz és Deák Ferenc szűkebb szellemi köréhez tartozott, nagy szerepet vállalt a párt és a kiegyezés gazdasági programjának kidolgozásában. Az 1865-ös választásokon Deák biztatására indult Győr mandátumáért. A kiegyezést hirdető programjával megnyerte a győri választást. Ő terjesztette az Országgyűlés elé az első alkotmányos költségvetést és tagja volt a kiegyezést előkészítő 67-es bizottságnak is. Három cikluson keresztül volt Győr országgyűlési képviselője, és sokat segített a város iparfejlesztő törekvéseinek megvalósításában. A főrendiháznak 1885-86-ban történt újjászervezése alkalmával az élethossziglani tagságra nevezték ki, ahol helyet foglalt a felirati és pénzügyi bizottságokban.

## Gazdasági tevékenysége
1883-ban nevezték ki az akkori jegybank, az Osztrák–Magyar Bank magyar alkormányzójává (Vizegouverneur). 1892. március 6-án, Alois Moser főkormányzó lemondását követően a magyar és osztrák kormány együttes felterjesztésére, a király kinevezte az Osztrák–Magyar Bank főkormányzójává (Gouverneur). Kautz megüresedett alkormányzói helyére Wekerle Sándor pénzügyminiszter Madarassy Pált nevezte ki.
A bank főkormányzójaként Kautz a Monarchia pénz- és valutarendszerének modern értelemben való átalakítására irányuló törekvések támogatását tekintette egyik fő feladatának. E területen elért eredményeinek elismeréseként 1893 elején titkos tanácsosi címet kapott. 1900-ig viselte a főkormányzói tisztséget. Az ő munkásságához kötődik a magyar szöveg és címer alkalmazása a bankjegyeken.

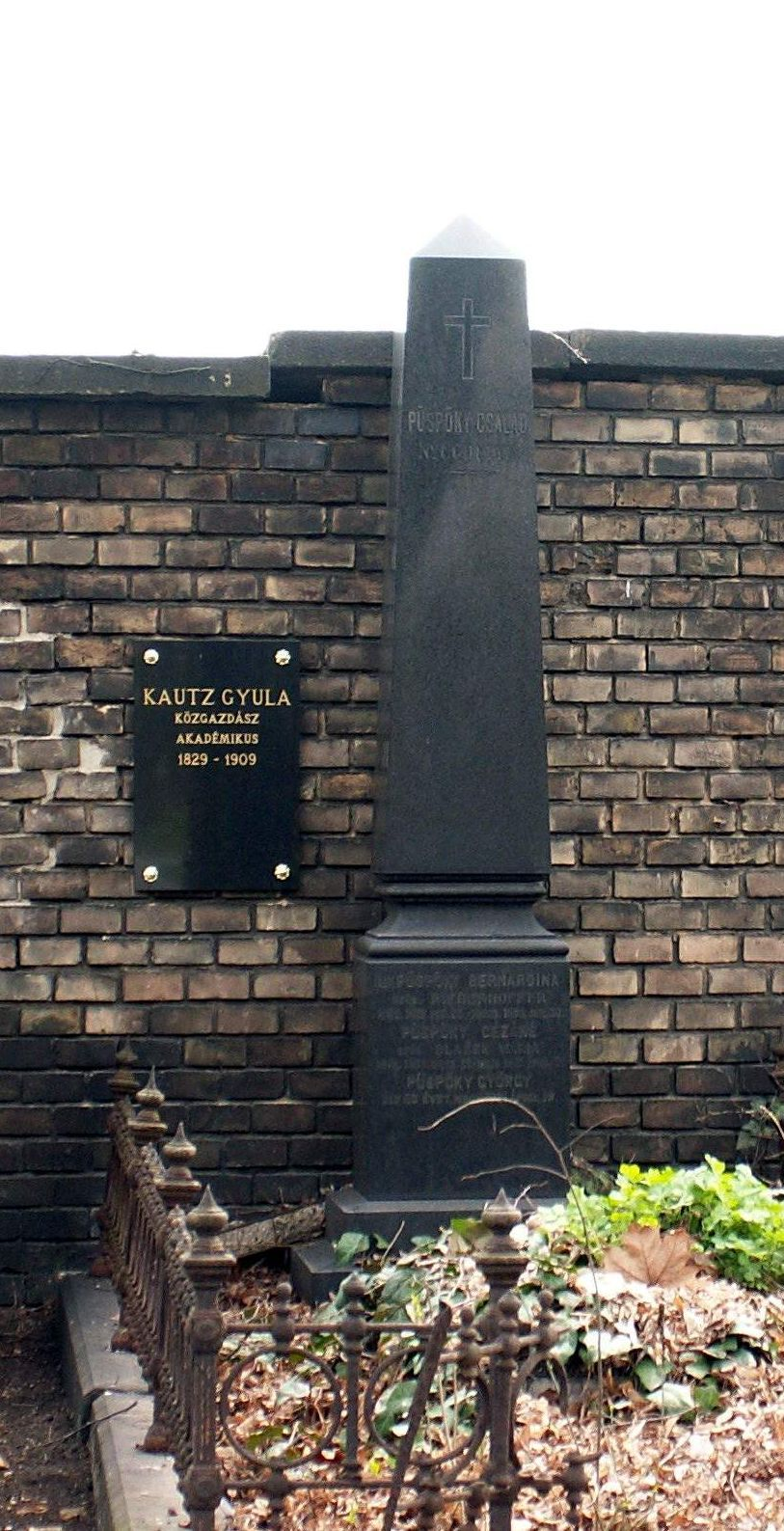
Nyughelye a Fiumei úti sírkertben (Bal oldali falsírboltok: B/574.)

## Emlékezete
A Széchenyi István Egyetem gazdaságtudományi kara és a Kautz Gyula Közgazdász Szakkollégium  is az ő nevét viseli.

## Művei
- Az austriai birodalom statisztikája, különös tekintettel Magyarországra. Főtanodák használatára s öntanulmányul. Pest, 1855 (Ism. 1. füz. Pesti Napló 1854. 287. sz.)
- Theorie und Geschichte der National-Oekonomik. Propyläen zum volks- und staatswirthschaftlichen Studium. Wien, 1858-60. Két kötet (I. Die National-Ökonomik als Wissenschaft. II. Die geschichtliche Entwickelung der National Ökonomik und ihrer Literatur. Magyarul kivonatban a Budapesti Szemle VII-X., XIII-XV. k.)
- A budai kir. magyar műegyetem. Pest, 1861 (Statisztikai Közlemények II. 2.)
- Politika vagy országászattan, tekintettel a két művelt világrész államintézményeire és törvényhozására. Rendszeres tan- és kézikönyvül. Pest, 1862. Online (2. teljesen átdolg. kiadás: A politikai tudomány kézikönyve. Bpest, 1876. c. Ism. Bud. Szemle XII., 3. újolag átnézett és jav. kiadás. Uo. 1877. Ism. Kritikai Szemle 1878., Magyarország, Nemzet, Pesti Napló. A m. tudom. akadémia 1878-ban a nagy jutalommal koszorúzta meg.)
- A nemzetgazdaság és pénzügytan, tekintettel a gyakorlati iparéletre és a fensőbb tanulmány szükségeire. Pest, 1862-63 (2. kiadás: A nemzetgazdaság és pénzügytan rendszere cz. Uo. 1870-72. Két kötet, 3. kiadás: Bpest, 1875. Ism. a Budapesti Szemle X. 1876., 4. átdolgozott kiadás. Uo. 1880-85, Három kötet. Ism. Bud. Szemle 1880-81., I. kötet 5. kiadás. Uo. 1890. Ism. Nemzetgazdasági Szemle, Budapesti Szemle LXIV. A m. tudom. akadémia által 1865-ben a Marczibányai díjjal jutalmaztatott. Németül kivonatban ford. Schiller Zsigmond. Budapest, 1876)
- Az 1862-iki londoni világ-iparkiállítás, különösen közgazdasági és általános iparműveltségi szempontból. Buda, 1863
- Nemzetgazdaságunk és a vámpolitika, folytonos tekintettel törvényhozási feladatainkra és társadalmi teendőinkre az anyagi érdekek terén. Pest, 1866 (Ismert. Budapesti Szemle IV. A pesti első hazai takarékpénztár által kitüzött Fáy-díjat nyerte el.)
- Az államadósság-ügy elmélete. Székfoglaló. Pest, 1867
- A nemzetgazdasági eszmék fejlődési története és befolyása a közviszonyokra Magyarországon. Pest, 1868 (Ezen munkát is a Fáy-jutalomban részesítette a Magyar Tudományos Akadémia. Ism. Századunk 224-230., 235. sz.) Online
- Jogtudomány és nemzetgazdaságtan. Pest, 1868 (Értekezések a törvénytudományok köréből I. 5.)
- A társulási intézmények a nemzetgazdaságban. Pest, 1871 (A Magyar Tudományos Akadémia által a Fáy-díjjal koszorúzott pályamunka.)
- Emlékbeszéd Rau Károly Henrik akad. külföldi levelező tag felett; MTA, Pest, 1873 (Értekezések a társadalmi tudományok köréből)
- Az egyetemek hivatása. Beszéd, mellyel 1873. okt. 1. a m. kir. tudom. egyetem rektori székét elfoglalta. Budapest, 1873 (Acta Reg. Scient. Universitatis Ung. Budapestiensis 1873-74. Fasc. I. Különnyomatban is)
- Az Újkori állam, mint szabadság-, kötelesség, és munkaszervezet. Beszéd. Tartatott a budapesti egyetem 1874. jún. 25. ünnepélyes közűlésén. Budapest, 1874 (Acta ... Fasc. II. és különnyomatban is.)
- A fémpénz és valuta-ügy a törvényhozás és a tudomány jelen állása szerint. Budapest, 1877 (Különny. a Nemzetgazdasági Szemléből.)
- A fémvaluta kérdése a tudomány jelen állása szerint. Budapest, 1880 (Értekezések a társad. tudom. köréből VI. 8.)
- Az államgazdaság eszméje és a socialistikus financzia kezdetei. Budapest, 1883 (Értek. a nemzetgazdaság és statistika köréből I. 8.)
- Emlékbeszéd Konek Sándor felett. Budapest, 1886 (Emlékbeszédek III. 9.)
- Emlékbeszéd Pauler Tivadar felett. Budapest, 1887 (Magyar Tudományos Akadémia Évkönyvei XVII. 5.)
- Kerkapoly Károly emlékezete. A Magyar Tudományos Akadémia 1895-ik évi ünnepélyes közülésén előadva. Budapest, 1895 (Előbb a Budapesti Szemlében.)
- Roscher Vilmos és a történelmi módszer a közgazdaságtudományban. Emlékbeszédként felolv. a Magyar Tudományos Akadémia 1896. okt. 26. összes ülésén. Uo. 1896
- A nemzetgazdaságtan és irodalmának történeti fejlődése; ford. Bródy András et al.; Aula, Budapest, 2004 (Magyar közgazdasági klasszikusok)
- Forrás:Magyar Közgazdaságtörténeti Archívum. Tallózás szerzők neve szerint. Budapesti Corvinus Egyetem Kautz Gyula.[6]
- Roscher Vilmos és a történelmi módszer a közgazdaságtudományban: Emlékbeszédként felolvastatott a Magyar Tud. Akadémia 1896-ki október 26-án tartott összes ülésén Kautz Gyula igazgató és rendes tag által. Magyar Tudományos Akadémia, Budapest. 1896.[7]
- Smith Ádám mint a közgazdaság-tudomány megalapítója. Pallas Irodalmi és Nyomdai Részvénytársaság, Budapest. 1891.[8]
- A nemzetgazdaság- és pénzügytan rendszere I. kötet: A nemzetgazdaságtan általános része. Franklin-Társulat, Budapest. 1890.[9]
- Társulási intézmények a nemzetgazdaságban: A Magyar Tudományos Akadémia által a Fáy-díjjal koszorúzott pályamunka. Ráth Mór, Budapest. Új kiadás. 1887.[10]
- Nemzetgazdaság és pénzügytan II. kötet: Nemzetgazdaságtan: Különös rész. Franklin-Társulat, Budapest. 1881.[11]
- Nemzetgazdaság és pénzügytan III. kötet: Államgazdaság- vagy pénzügytan. Franklin-Társulat, Budapest. 1885.[12]
- A nemzetgazdaság- és pénzügytan rendszere: Kézikönyvül főtanodai- és magánhasználatra 1. kötet. A nemzetgazdaságtan rendszere. Heckenast Gusztáv, Pest. 1870.[13]
- A nemzetgazdaság- és pénzügytan rendszere: Kézikönyvül főtanodai- és magánhasználatra 2. kötet. A pénzügytan rendszere. Heckenast Gusztáv, Pest. 1872.[14]
- A nemzetgazdasági eszmék fejlődési története és befolyása a közviszonyokra Magyarországon. Heckenast Gusztáv, Pest. 1868.[15]
- Nemzetgazdaságunk és a vámpolitika. Heckenast, Pest. 1866.[16]
- Az 1862-ki londoni világipartárlat különösen közgazdasági és általános iparműveltségi szempontból: "Jelentés" a Nagyméltóságú Magy. Kir. Helytartótanácshoz hivatalos kiküldetés folytán. Kir. M. Egyetemi Ny., Budán. 1863.[17]
- Nemzetgazdaság- és pénzügytan - tekintettel a gyakorlati ipar-életre, a fensőbb tanulmány szükségeire, meg az államkormányzat és törvényhozás feladataira. Heckenast Gusztáv, Pest. 1863.[18]
- Politika vagy országászattan tekintettel a két művelt világrész államintézményeire és törvényhozására. Heckenast Gusztáv, Pest. 1862.[19]

Beszédei az országgyűlés képviselőházában és a főrendiházban 1867-től 1888-ig (főleg a felirati viták, a választási törvény körüli, azután a pénzügyi s adótörvény-javaslatok, vám- és kereskedelem-politikai, meg kiegyezési kérdések discussiója alkalmával) a Naplókban vannak. Egy beszédét: A választókhoz, Toldy István közli (A magyar politikai szónoklat kézikönyve. Pest, 1866. II. k.)